# Аристомах Млади
Вижте пояснителната страница за други личности с името Аристомах.
Аристомах (на гръцки: Ἀριστόμαχος; † 224 пр.н.е.) е древногръцки политически деец и пълководец, тиран на град Аргос. Баща му Аристомах Стари и брат му Аристип Аргоски са последователно тирани на град Аргос. След като последния загива в битка с ахейците на Арат Сикионски през 235 г. пр.н.е., самият Аристомах успява да овладее властта и става тиран като с помощта на македонски войници запазва съюза на Аргос с цар Деметрий II.
След смъртта на Деметрий през 229 г. пр.н.е. Аристомах оценява настъпилата слабост на Македония и с помощта на Арат се съгласява да се откаже от тиранството, по подобие на тирана на Мегалополис Лидиад, срещу плащане от страна на ахейците на 50 таланта за наемната му войска. Това довежда до присъединяването на Аргос към Ахейския съюз. Като награда за действията си Аристомах е избран за стратег на съюза през 228 – 227 г. пр.н.е.. В тази си роля той ръководи военните действия срещу цар Клеомен III, но въпреки численото превъзходство на силите му Аристомах е убеден от Арат да не влиза в решителна битка със спартанския цар до края на мандата си като стратег.
През 225 г. пр.н.е. Аристомах преминава на страната на Клеомен, който използва свещения мир по време на Немейските игри, за да проникне в изпълнения с гости Аргос и да го превземе. Така Аристомах отново става тиран на града. С намесата на македонския цар Антигон III Досон във войната на страната на ахейците положението на спартанците се влошава, а в Аргос избухва бунт под предводителството на човек с име Аристотел в чиято помощ пристига и ахейска войска начело с Тимоксен. Опитите на Клеомен да помогне на Аристомах и да си върне контрола над града са неуспешни, което довежда до превземането на Аргос от македонците и ахейците. Аристомах е заловен и наказан за това, че е предал ахейците със смърт като е изтезаван и хвърлен да се удави в морето.